# Marigny-l'Église

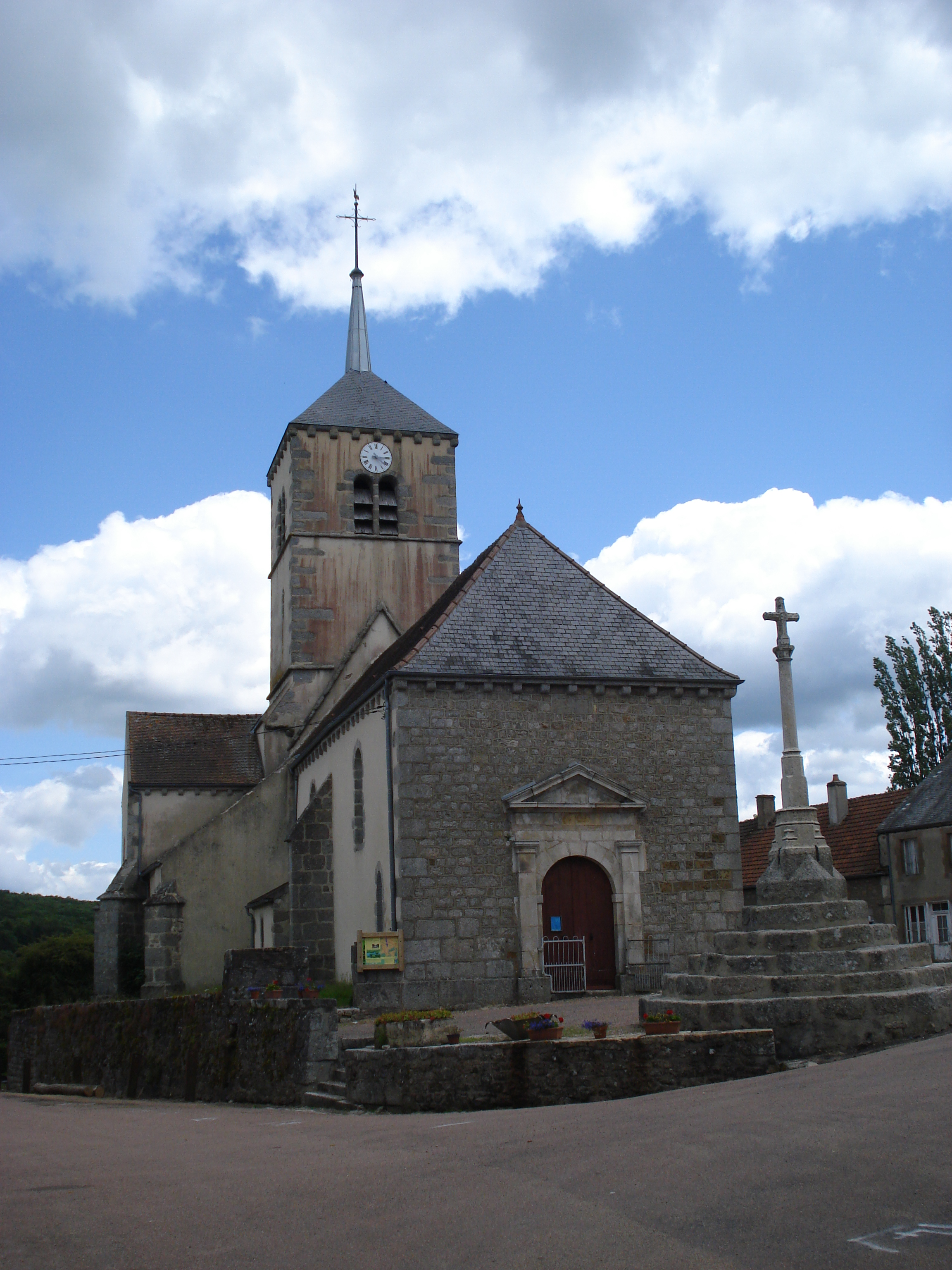
Kerk

Marigny-l'Église is een gemeente in het Franse departement Nièvre (regio Bourgogne-Franche-Comté) en telt 331 inwoners (2009). De plaats maakt deel uit van het arrondissement Clamecy.

## Geografie
De oppervlakte van Marigny-l'Église bedraagt 38,6 km², de bevolkingsdichtheid is 8,5 inwoners per km².
De onderstaande kaart toont de ligging van Marigny-l'Église met de belangrijkste infrastructuur en aangrenzende gemeenten.

## Demografie
Onderstaande figuur toont het verloop van het inwonertal (bron: INSEE-tellingen).